# Boros Ferike
Boros "Ferike" Franciska; Boross, született: Weinstock Ferike (Nagyvárad, 1873. augusztus 3. – Hollywood, 1951. január 16.) színésznő.

## Életútja
Apja Weinstock Jakab szabómester, anyja Benjámin Rozália volt. 1889 és 1893 között végezte a Színművészeti Akadémiát és vidéken kezdte pályafutását. 1893–94-ben Miskolcon, 1894–95-ben Szabadkán, 1896–97-ben Szegeden, 1896–98-ban pedig Pesti Ihász Lajos társulatában szerepelt. 1898. szeptember 1-jén a Vígszínház szerződtette, majd 1900. június 12-én a Nemzeti Színház tagja lett. Itt azonban nem tudott érvényesülni, ezért 1903-ban Londonba ment, ahol azonban nem sikerült elszerződnie, így megtanult angolul és idegenvezető lett. 1904 júniusától 1905 januárjáig népdalénekesnő volt az Empire színházban. 1909 szeptemberéban New Yorkba ment; itt lefordította Herczeg Ferenc Gyurkovics lányok című vígjátékát, melyet a Lyceum Theater mutatott be 1911 március havában, The seven sisters cím alatt. 1924-ben a Wallack's Theatre-ben a The Kreutzer Sonata című drámában Beila Randart alakította. 1928 májusában az amerikai Metro-Goldwyn-Mayer filmgyár öt évre leszerződtette. 1930-tól 1946-ig több filmben is feltűnt. Weinstok családi nevét 1900-ban változtatta Borosra.

## Fontosabb színházi szerepei
- Kató (Blumenthal–Kadelburg: Az „Arany Kakas”)
- Babette (Feydeau: A férj vadászni jár)
- Hautignol-né (Feydeau: Osztrigás Mici)

## Filmjei
| Év   | Cím                         | Szerep                             | Megjegyzés                                                                    |
| ---- | --------------------------- | ---------------------------------- | ----------------------------------------------------------------------------- |
| 1918 | Her Boy                     | Mrs. Schultz                       | partner: Effie Shannon és Niles Welch                                         |
| 1929 | A Ghettó árvája             | Delancey utcalány                  | rendezte Frank Capra partner: Jean Hersholt, Lina Basquette és Ricardo Cortez |
| 1930 | Born Reckless               | Ma Beretti                         | rendezte John Ford és Andrew Bennison                                         |
| 1930 | Ladies Love Brutes          | Mrs. Forziati                      | partner: George Bancroft, Mary Astor és Fredric March                         |
| 1931 | Kis Cézár                   | Mrs. Passa                         | partner: Edward G. Robinson, Douglas Fairbanks Jr.                            |
| 1931 | Gentleman's Fate            | Angela                             | partner: John Gilbert                                                         |
| 1931 | Svengali                    | Marta                              | partner: John Barrymore és Marian Marsh                                       |
| 1931 | Bought!                     | vendégszerep                       | partner: Constance Bennett                                                    |
| 1931 | Intimitások                 | szakácsnő a Chalet-ben             | partner: Norma Shearer és Robert Montgomery                                   |
| 1932 | World and the Flesh         | Sasha, Maria szolgálólánya         | rendezte John Cromwell partner: George Bancroft és Miriam Hopkins             |
| 1932 | Diákélet                    | Mrs. Amatto                        | rendezte Sam Wood partner: Ramon Novarro, Madge Evans és Una Merkel           |
| 1932 | No Living Witness           | Nick édesanyja                     | partner: Gilbert Roland                                                       |
| 1932 | Uptown New York             | idősasszony                        | partner: Jack Oakie                                                           |
| 1933 | Humanity                    | Mrs. Bernstein                     |                                                                               |
| 1933 | Song of the Eagle           | szakácsnő                          | partner: Charles Bickford                                                     |
| 1933 | Rafter Romance              | Rosie Eckbaum                      | partner: Ginger Rogers                                                        |
| 1934 | Eight Girls in a Boat       | Krugerné                           | partner: Dorothy Wilson, Douglass Montgomery és Kay Johnson                   |
| 1934 | The Fountain                | nővér                              | rendezte John Cromwell partner: Ann Harding, Lukács Pál és Brian Aherne       |
| 1935 | Symphony of Living          | Mary Schultz                       |                                                                               |
| 1935 | Black Fury                  | a kórházba került bányász felesége | rendezte Kertész Mihály partner: Paul Muni                                    |
| 1935 | Hi, Gaucho!                 | Emelia                             | partner: John Carroll és Steffi Duna                                          |
| 1937 | Adj esélyt a holnapnak      | Mrs. Sarah Rubens                  | partner: Victor Moore, Beulah Bondi és Fay Bainter                            |
| 1939 | Várlak...                   | Terry főbérlője                    | partner: Irene Dunne, Charley Boyer és Maria Ouspenskaya                      |
| 1939 | Stronger Than Desire        | Mrs. D'Amoro                       | partner: Virginia Bruce és Walter Pidgeon                                     |
| 1939 | Kismama                     | Mrs. Weiss, a főbérlő              | partner: Ginger Rogers, David Niven és Charles Coburn                         |
| 1939 | 5th Ave Girl                | Olga                               | rendezte Gregory La Cava partner: Ginger Rogers                               |
| 1939 | Szökevények                 | Delicatessen Proprietress          | partner: John Garfield és Priscilla Lane                                      |
| 1939 | Két férfi, egy asszony      | Maria                              | partner: Basil Rathbone                                                       |
| 1939 | A fény kialszik             | Madame Binat                       | rendezte William A. Wellman partner: Ronald Colman és Walter Huston           |
| 1940 | 3 Cheers for the Irish      | főbérlő                            | partner: Priscilla Lane és Thomas Mitchell                                    |
| 1940 | Lillian Russell             | Mrs. Rose                          | partner: Alice Faye, Don Ameche és Henry Fonda                                |
| 1940 | La Conga Nights             | Mama O'Brien                       | partner: Hugh Herbert                                                         |
| 1940 | Girl from God's Country     | Mrs. Broken Thumb                  | partner: Chester Morris, Jane Wyatt és Charles Bickford                       |
| 1940 | Argentine Nights            | Mama Viejos                        | partner: Ritz Brothers                                                        |
| 1940 | Karácsony júliusban         | Mrs. Schwartz                      | partner: Dick Powell és Ellen Drew                                            |
| 1940 | Gallant Sons                | Madame Wachek                      | partner: Jackie Cooper, Bonita Granville és Gene Reynolds                     |
| 1941 | Sleepers West               | munkásasszony                      | partner: Lloyd Nolan                                                          |
| 1941 | Caught in the Draft         | Yetta                              | partner: Bob Hope és Dorothy Lamour                                           |
| 1941 | Private Nurse               | Mrs. Sarah Goldberg                | partner: Jane Darwell és Brenda Joyce                                         |
| 1941 | A szerelem nem tréfa        | Sarah, Nancy szolgálólánya         | rendezte Gregory La Cava partner: Irene Dunne és Robert Montgomery            |
| 1942 | The Pied Piper              | Madame                             | partner: Monty Woolley                                                        |
| 1942 | A csintalan úriember        | Mrs. Pulaski                       | partner: Cary Grant és Jean Arthur                                            |
| 1942 | Volt egyszer egy nászút     | Elsa                               | partner: Cary Grant és Ginger Rogers                                          |
| 1943 | Margin for Error            | Mrs. Finkelstein                   | rendezte Otto Preminger partner: Joan Bennett, Milton Berle és Otto Preminger |
| 1943 | They Got Me Covered         | takarítónő                         | partner: Bob Hope és Dorothy Lamour                                           |
| 1943 | Princess O'Rourke           | Mrs. Anna Pulaski                  | partner: Olivia de Havilland és Robert Cummings                               |
| 1944 | The Doughgirls              | Irena                              | partner: Ann Sheridan                                                         |
| 1945 | Egy fa nő Brooklynban       | Rommely nagymama                   | rendezte Elia Kazan partner: Dorothy McGuire, Joan Blondell és James Dunn     |
| 1945 | This Love of Ours           | házvezetőnő                        | partner: Merle Oberon, Charles Korvin és Claude Rains                         |
| 1946 | Specter of the Rose         | Mamochka                           | partner: Judith Anderson                                                      |
| 1947 | High Conquest               | nagymama a vonaton                 | partner: Anna Lee, Gilbert Roland és Warren Douglas                           |
| 1949 | Keleti oldal, nyugati oldal | Rosa nagymamája                    | partner: Barbara Stanwyck, James Mason és Van Heflin                          |

## További információ
- Boros Ferike az Internet Movie Database-ben (angolul)